# Грумс (комуна)
Комуна Ґрумс (швед. Grums kommun) — адміністративно-територіальна одиниця місцевого самоврядування, що розташована в лені Вермланд у центральній Швеції.
Грумс 186-а за величиною території комуна Швеції. Адміністративний центр комуни — місто Грумс.

## Населення
Населення становить 8 987 чоловік (станом на вересень 2012 року). 
| Кількість населення комуни Грумс за 1970-2010 роки | Кількість населення комуни Грумс за 1970-2010 роки | Кількість населення комуни Грумс за 1970-2010 роки | Кількість населення комуни Грумс за 1970-2010 роки | Кількість населення комуни Грумс за 1970-2010 роки |
| -------------------------------------------------- | -------------------------------------------------- | -------------------------------------------------- | -------------------------------------------------- | -------------------------------------------------- |
| Рік                                                |                                                    |                                                    | Населення                                          |                                                    |
| 1970                                               | 1970                                               |                                                    | 10 355                                             | 10 355                                             |
| 1975                                               | 1975                                               |                                                    | 10 872                                             | 10 872                                             |
| 1980                                               | 1980                                               |                                                    | 10 805                                             | 10 805                                             |
| 1985                                               | 1985                                               |                                                    | 10 224                                             | 10 224                                             |
| 1990                                               | 1990                                               |                                                    | 10 274                                             | 10 274                                             |
| 1995                                               | 1995                                               |                                                    | 10 304                                             | 10 304                                             |
| 2000                                               | 2000                                               |                                                    | 9 551                                              | 9 551                                              |
| 2005                                               | 2005                                               |                                                    | 9 408                                              | 9 408                                              |
| 2010                                               | 2010                                               |                                                    | 9 091                                              | 9 091                                              |
| Джерело: SCB                                       |                                                    |                                                    |                                                    |                                                    |

## Населені пункти
Комуні підпорядковано 3 міські поселення (tätort) та низка сільських, більші з яких:
- Грумс (Grums)
- Слоттсбрун (Slottsbron)
- Сегмун (Segmon)
- Вермскуг (Värmskog)
- Боргвік (Borgvik)
- Лільєдаль (Liljedal)

## Галерея

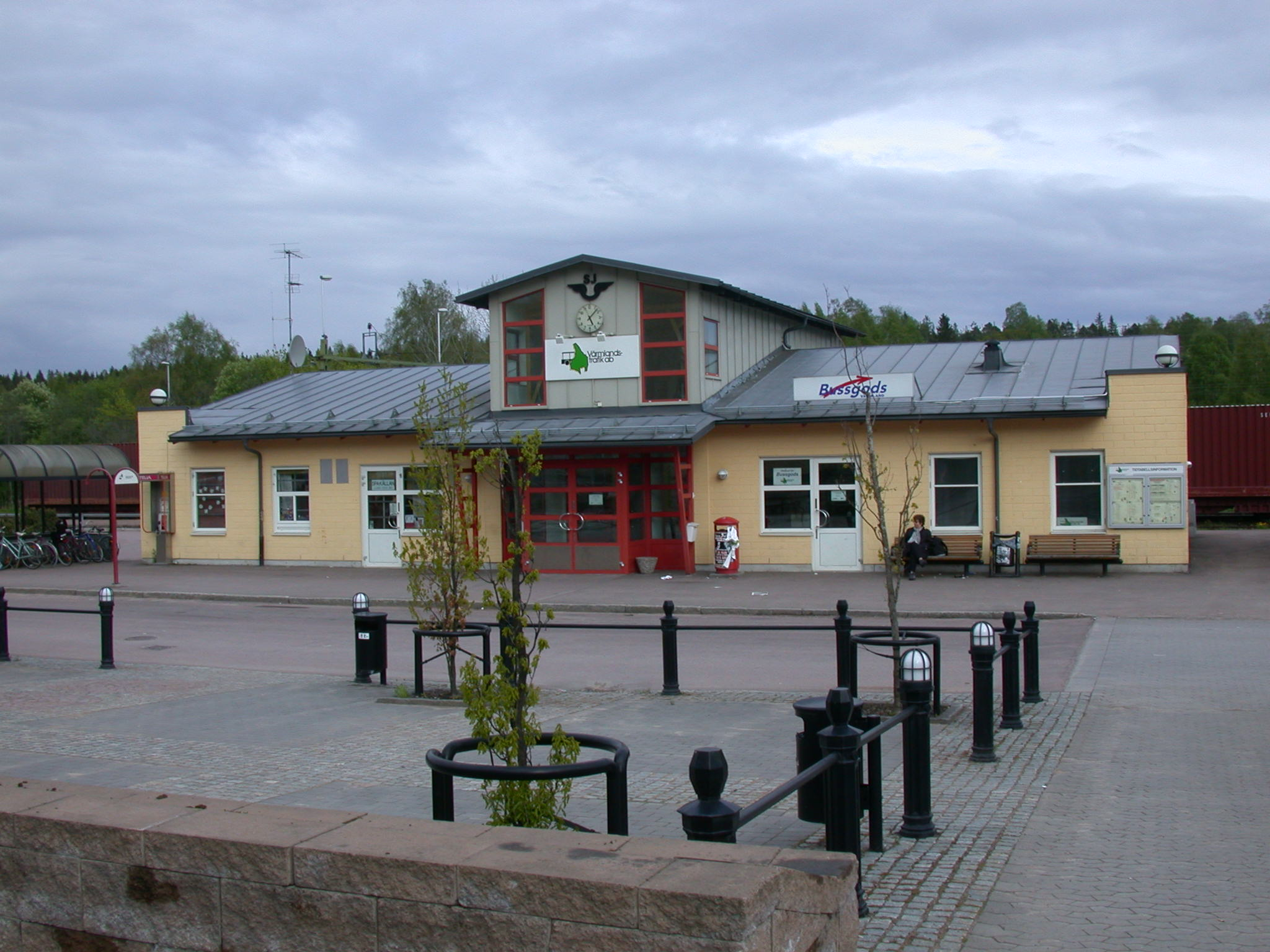
Залізнична станція (Грумс)
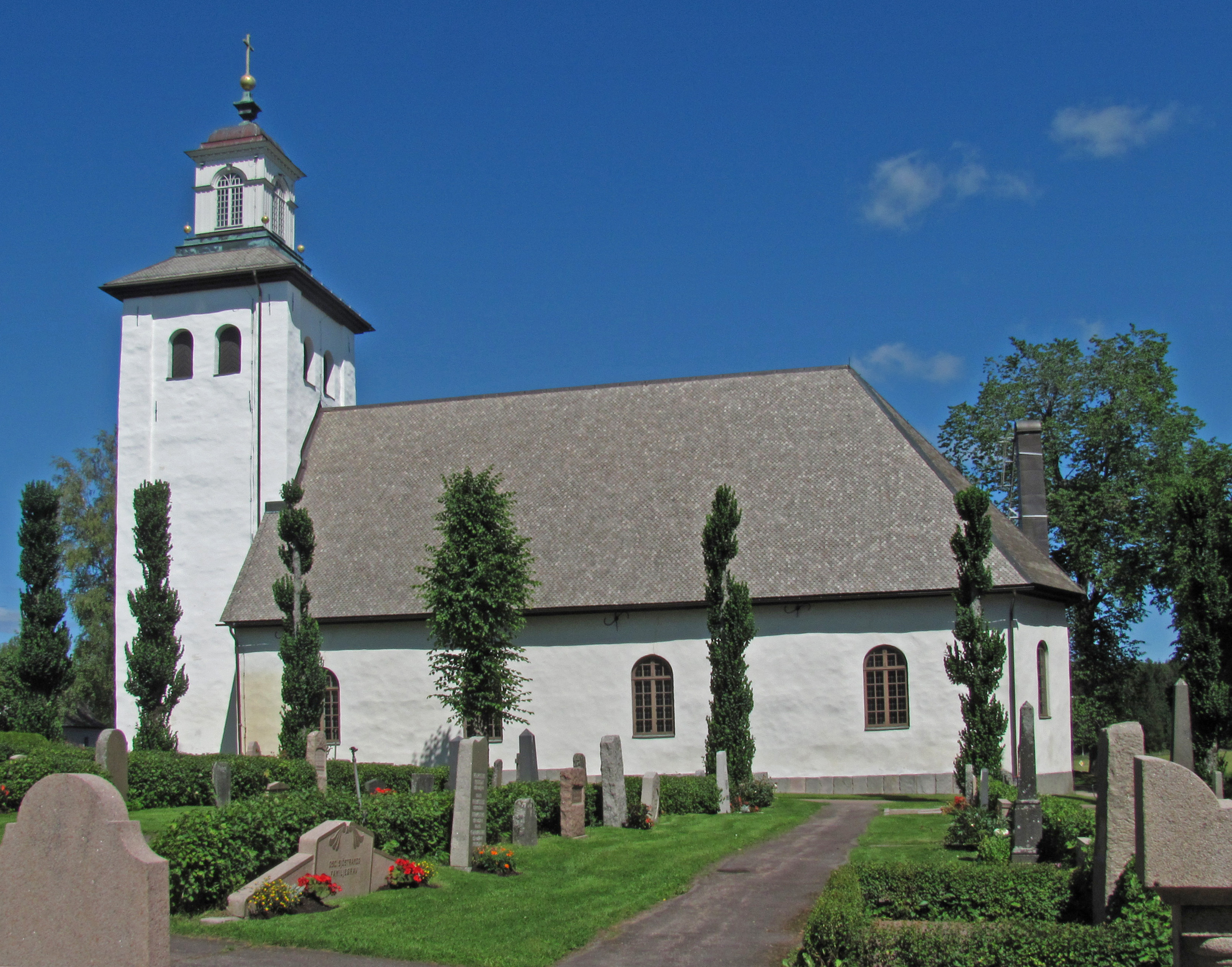
Церква (Грумс)
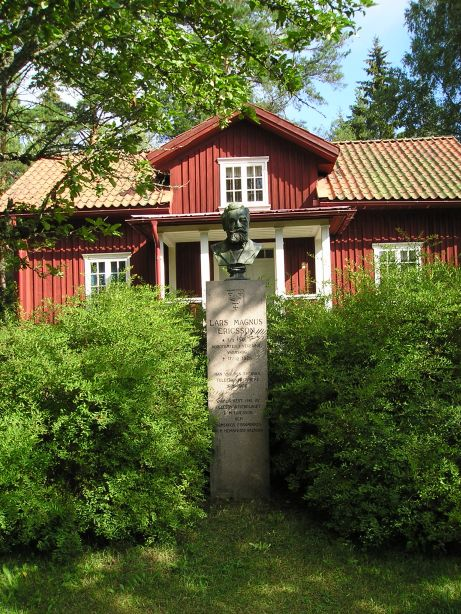
Погруддя Л.М.Ерікссона (Вермскуг)
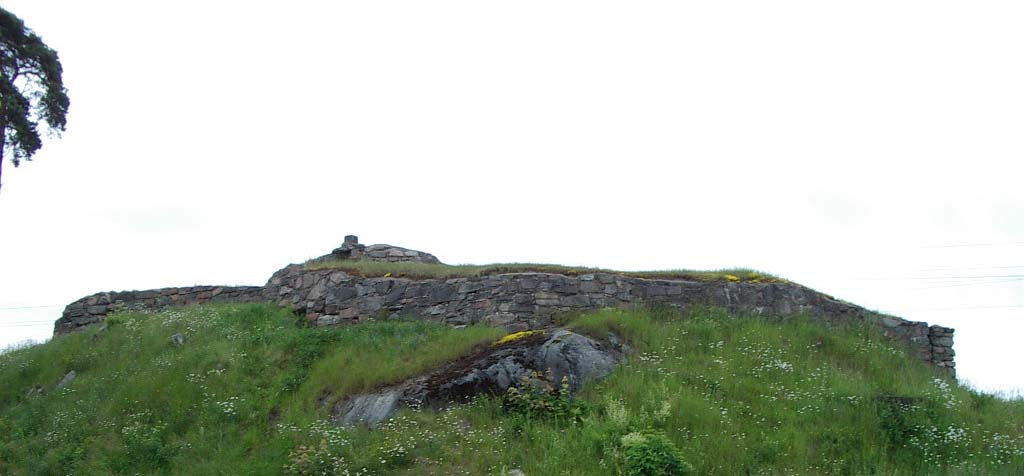
Руїни замку Едсгольм

## Виноски
1. ↑  https://www.nwt.se/2020/03/17/leif-haraldsson-s-avgar-22cf9/
2. ↑  https://www.nwt.se/2014/02/18/bood-lamnar-politiken-d374f/
3. ↑  https://www.svt.se/nyheter/lokalt/varmland/malin-hagstrom-s-nytt-kommunalrad-i-grums
4. ↑  https://sverigesradio.se/artikel/637483
5. ↑  Folkmangd i riket, lan och kommuner (шв.) . Центральне бюро статистики Швеції. Архів оригіналу за 20 серпня 2013. Процитовано 8 лютого 2013.